# Asociación de Periodistas Parlamentarios
La Asociación de Periodistas Parlamentarios (APP)  es una asociación de carácter profesional, privada e independiente de ámbito español, que trata de ayudar a comprender cómo funciona el Parlamento español (Congreso de los Diputados y Senado) y a reforzar los valores democráticos en su conjunto. Constituye una conexión entre los representantes de los medios de comunicación en las dos cámaras y los representantes políticos emanados de las elecciones legislativas; promueve acciones de diálogo entre los políticos y los periodistas con el objetivo de mejorar la calidad de la información que, se pone a disposición del público. Según la asociación: Mejorar la calidad de la información es mejorar la calidad de la democracia.

## Historia
Fue fundada en Madrid en 1994, aunque sus inicios se remontan al inicio de la Transición española, por un grupo de periodistas para promover el entendimiento y la armonía entre sí y con los políticos, y defender la libertad de información y de prensa.
Actualmente está formada por unos 120 periodistas.

## Junta Directiva
Conforme establecen los Estatutos, la Asociación está encabezada por una Junta Directiva compuesta por 11 miembros, elegidos en listas abiertas. Ha sido renovada en julio de 2010:
- Presidente: Luis Izquierdo Labella (La Vanguardia), periodista parlamentario desde 2008.
- Vicepresidentes: 
  - Montse Oliva (Avui)
  - Iñigo Inchusta (RNE y Euronews), periodista parlamentario desde 2005.
- Secretario General: Luis Carlos Ramírez (Expresión Económica), periodista parlamentario desde 1985.
- Tesorero: Juanma Romero (Infolibre)
- Vocales:
  - Edgar Aribau (freelance)
  - Patricia de Arce (Agencia EFE)
  - Antonio Montilla (Agencia Colpisa).
  - Estrella Moreno (RTVE)
  - Beatriz Toribio (Grupo Anuntis)
  - Lucía Yeste (RNE y RTVE), periodista parlamentaria desde 2004.

## Actividades

### Cursos de verano y seminarios
- Los políticos ante la opinión pública (2011)
- Repensar la España territorial (2011)
- Ciberparlamento, Estado y democracia digital (2010)
- Crisis económica y modelo territorial: la España autonómica del siglo XXI (2009)
- La Constitución, 30 años después (2008)
- Democracia versus terrorismo (2007)
- Parlamento, Constitución y Estado autonómico: realidad española y europea (2006)
- Parlamento y modelo de Estado. 20 años de España en Europa (2005)
- Parlamento, elecciones y medios de comunicación (2004)
- Parlamento, Gobierno y medios de comunicación (2003)

### Premio de Relato Parlamentario e Imagen del Parlamento
| Premio Relato Parlamentario            | "Breve en la página 69"         | Jorge Bezares     |
| Accésit Relato Parlamentario           | “El espejo de tinta y alcanfor” | Raimundo Castro   |
| Mención especial Relato Parlamentario  | “Operación León”                | Alberto Ramos     |
| Premio Imagen del Parlamento           | "Discusión parlamentaria"       | Jon Barandica     |
| Accésit Imagen del Parlamento          | “Hoy es un gran día”            | Bernardino Medina |
| Mención especial Imagen del Parlamento | “Amor en el Senado”             | David Castro      |

| Premio Relato Parlamentario   | “El fantasma de la carrera de San Jerónimo” | Raimundo Castro  |
| Accésit Relato Parlamentario  | “Saltazanjas”                               | Lola Campos      |
| Premio Imagen del Parlamento  | "Mal día"                                   | Agustín Catalán  |
| Accésit Imagen del Parlamento | “Descolocado”                               | Francisco Campos |

| Premio Relato Parlamentario   | “Cuestión de trayectoria” | Antonio del Rey    |
| Accésit Relato Parlamentario  | “El noticiario”           | Andrés Ballesteros |
| Premio Imagen del Parlamento  | “Operación Roca”          | Antonio Arraez     |
| Accésit Imagen del Parlamento | “La soledad”              | Borja Sánchez      |

| Premio Relato Parlamentario   | “En realidad, todo es pasado” | Rocío Antoñanzas                 |
| Accésit Relato Parlamentario  | “Al final del pasillo”        | Juan Moscoso del Prado Hernández |
| Premio Imagen del Parlamento  | “Luz en la sombra”            | Borja Sánchez Trillo             |
| Accésit Imagen del Parlamento | “Accesibilidad”               | Óscar del Pozo                   |

| Premio Relato Parlamentario   | “¿Y si…?”                   | Dolores Campos Sánchez |
| Accésit Relato Parlamentario  | “El último discurso”        | Silvia Gamo            |
| Premio Imagen del Parlamento  | “Un sitio para la historia” | Alberto Romero Roldán  |
| Accésit Imagen del Parlamento | “El visitante”              | David Corral Santos    |

Sexta edición (2012)
Premio Relato Parlamentario: "El diario" de Iván Anguré Bahón.
Accéssit Relato Parlamentario: "Música y letra" de Patricia de Arce.
Premio Imagen del Parlamento: "La mano del poder, M. Rajoy" de Eulogio Valdenebro.
Accésit Imagen del Parlamento: "Penúltima llamada" de Eduardo Parra.
Séptima edición (2013)
Premio Relato Parlamentario: "La sombra de la luz" de Vicente Moret.
Accéssit Relato Parlamentario: "No desearás ser presidente" de Sonsoles Ónega.
Premio Imagen del Parlamento: "Minera" de Juanjo Martín.
Accésit Imagen del Parlamento: "En lata" de Benito Ordóñez.
Octava edición (2014)
Premio Relato Parlamentario: "El retratista" de David Corral Santos.
Accéssit Relato Parlamentario: "De los pies a la cabeza" de José Luis Sastre.
Premio Imagen del Parlamento: "El último contraluz" de Miguel Povedano.
Accésit Imagen del Parlamento: "Tiempo muerto" de Benito Ordóñez.
Novena edición (2015)
Premio Relato Parlamentario: "El cielo polaco" de Joaquín Luis Ramírez.
Premio Imagen del Parlamento: "Impasible" de Benito Ordóñez.
Accésit Imagen del Parlamento: "Más de lo mismo" de Daniel Duch.

### Premios Parlamentarios
| Año  | Premio                                                   | Parlamentario                  | Partido |
| ---- | -------------------------------------------------------- | ------------------------------ | ------- |
| 1994 | Premio Argüelles (mejor orador)                          | Miquel Roca i Junyent          | CiU     |
| 1994 | Premio Romanones (azote del Gobierno)                    | Joaquina Rosa Aguilar Rivero   | IU      |
| 1994 | Premio Azaña (azote de la oposición)                     | José Borrell Fontelles         | PSOE    |
| 1994 | Premio Cánovas (más trabajador)                          | Josep López de Lerma y López   | CiU     |
| 1994 | Premio Sagasta (diputado revelación)                     | Ventura Pérez Mariño           | CiU     |
| 1994 | Premio Modesto Fraile (mejor relación con la prensa)     | Antonio Romero Ruiz            | IU      |
| 1994 | Senador del Año                                          | Alberto Ruiz-Gallardón Jiménez | PP      |
| 1994 | Primer Accésit (más absentista)                          | Augusto César Lendoiro         | PP      |
| 1994 | Segundo Accésit (diputado mudo)                          | José Acosta Cubero             | PSOE    |
| 1994 | Tercer Accésit (más agrio)                               | Alfonso Guerra González        | PSOE    |
| 1994 | Pregunta del millón                                      | Elena García Alcañiz           | PP      |
| 1995 | Premio Argüelles (mejor orador)                          | Felipe González Márquez        | PSOE    |
| 1995 | Premio Romanones (azote del gobierno)                    | Julio Anguita González         | IU      |
| 1995 | Premio Azaña (azote de la oposición)                     | Juan Alberto Belloch Julbe     | PSOE    |
| 1995 | Premio Cánovas (más trabajador)                          | Diego López Garrido            | IU      |
| 1995 | Premio Sagasta (diputado revelación)                     | José Carlos Mauricio           | CC      |
| 1995 | Premio Modesto Fraile (mejor relación con la prensa)     | Josep Sánchez i Libre          | CiU     |
| 1995 | Senador del Año                                          | Victoria Camps Cervera         | PSOE    |
| 1995 | Premio Pi i Margall (senador defensor de las autonomías) | Ricardo Sanz Cebrián           | PNV     |
| 1995 | Premio Salmerón (senador más batallador)                 | Álvaro Martínez Sevilla        | IU      |
| 1995 | Primer Accésit (más absentista)                          | -                              | -       |
| 1995 | Segundo Accésit (diputado mudo)                          | Jesús Aizpún Tuero             | PP      |
| 1995 | Tercer Accésit (más agrio)                               | Enrique Múgica Herzog          | PSOE    |
| 1995 | Pregunta del Millón                                      | Isidro Fernández Rozada        | PP      |

- Pregunta del Millón:
  - “¿Cuáles han sido los perjuicios ocasionados a los viajeros que utilizaban hasta un destino intermedio los autobuses que se dirigen por la carretera de La Coruña hacia Madrid, y que hoy circulan por el carril central Bus-Vao, sin parada alguna hasta su destino final?”  de Elena García Alcañiz (1994).
  - “¿Tenía el Sr. Ministro conocimiento de la partida presupuestaria que la OTAN va a destinar a mejorar el sabor del jamón? ¿Forma parte de las nuevas actividades de la OTAN encontrar nuevos sabores alimenticios en aras de una mayor alianza por la defensa? ¿En qué cuantía va a participar España en ese proyecto de investigación? ¿Tiene alguna relación el tratar de mejorar el sabor del jamón con la Presidencia de España en el Consejo de la Unión Europea? ¿Qué rentabilidad espera obtener España en semejante acuerdo? ¿Entre los catadores de saborear el jamón, además del Sr. Arthur Spanier, se encuentra algún español?”  de Isidro Fernández Rozada (1995).